# 新漫画党
新漫画党（日语：／），是日本在1950年代，由一批少年漫画家成立的漫画家组合。组合名称的命名者为藤子不二雄Ⓐ。这个团体集合了当时具有漫画理想的新一代漫画家，并以常盤莊为中心。

## 第一次新漫画党
1954年7月成立。起始的费用是每月100日元，中期为300日元，最后实行全部免费。会员活动以漫画家论坛为主。关于新成员的加入问题，实行一票否决制。
1955年（昭和30年）4月解散。
成员如下：
- 寺田博雄（日语：寺田博雄）（总召集人）
- 藤子不二雄（安孫子素雄、藤本弘）
- 坂本三郎（日语：坂本三郎）
- 森安直哉（日语：森安直哉）
- 永田竹丸（日语：永田竹丸）

## 第二次新漫画党
1955年5月成立。主要成员为常磐庄元老。
成员如下：
- 寺田博雄（总召集人）
- 藤子不二雄（安孫子素雄、藤本弘）
- 鈴木伸一（日语：鈴木伸一）
- 森安直哉（1957年被开除）
- 角田次朗
- 石森章太郎
- 赤塚不二夫
- 園山俊二（日语：園山俊二）

## 脚注
1. ↑  藤子不二雄『トキワ荘青春日記』（光文社）